# Psychédélices
Psychédélices – trzeci studyjny album francuskiej piosenkarki Alizée. Teksty napisał Jean Fauque, a kompozytorem piosenek jest mąż Alizée - Jeremy Chatelain. Pierwszym singlem z tej płyty była piosenka Mademoiselle Juliette, a drugim Fifty-Sixty. W stacji radiowej "Radio Zachód" album stał się płytą tygodnia.

## Lista utworów
1. Mademoiselle Juliette (Jean Fauque - Jérémy Chatelain / Jérémy Chatelain) 3:02
2. Fifty-Sixty (Jean Fauque - Jérémy Chatelain / Jérémy Chatelain) 3:45
3. Mon taxi driver (Jean Fauque / Jérémy Chatelain) 3:11
4. Jamais plus (Daniel Darc / Frédéric Lo) 3:28
5. Psychédélices (Jean Fauque / Jérémy Chatelain) 4:37
6. Décollage (Oxmo Puccino / Kore & Jérémy Chatelain) 3:52
7. Par les paupières (Oxmo Puccino / Jérémy Chatelain - Nellson - Sylvain Carpentier) 4:29
8. Lilly town (Jean Fauque - Jérémy Chatelain / Jérémy Chatelain) 3:57
9. Lonely list (Daniel Darc / Frédéric Lo) 3:55
10. Idéaliser (Jean Fauque - Jérémy Chatelain / Jérémy Chatelain) 4:00
11. L’effet (Jean Fauque / Bertrand Burgalat) 3:44

### DVD + CD wersja międzynarodowa
1. Mademoiselle Juliette
2. Fifty-Sixty
3. Mon Taxi Driver
4. Jamais Plus
5. Psychédélices
6. Décollage
7. Par les paupières
8. Lilly Town
9. Lonely List
10. Idéaliser
11. L'Effet

DVD:
1. Wywiad z J.Fauque'iem

### DVD + CD wersja sprzedawana w Meksyku
CD:
1. Mademoiselle Juliette
2. Fifty-Sixty
3. Mon taxi driver
4. Jamais plus
5. Psychédélices
6. Décollage
7. Par les paupières
8. Lilly town
9. Lonely list
10. Idéaliser
11. L’effet

Bonus Tracks:
1. La Isla Bonita
2. Fifty Sixty (Rolf Honey Edit Remix)
3. Fifty Sixty (Datsu Remix)
4. Fifty Sixty (Edana Vs Tiborg Remix)

DVD:
1. Mademoiselle Juliette
2. Fifty Sixty
3. Fifty Sixty (Datsu Remix)
4. Fifty Sixty (Edana Remix)

Prodigy MSN Video Diario:
1. Day 1 – Turism
2. Day 2 - Press in mexico
3. Day 3 - Sromotni radio and TV
4. Day 4 - Autographs session

## Sprzedaż
| Państwo | Klasyfikacja | Status      | Sprzedaż | Dokładna Sprzedaż |
| ------- | ------------ | ----------- | -------- | ----------------- |
| Francja | 16           | Złota płyta | 80,000   | 50,000            |
| Meksyk  | 15           | Złota płyta | 40,000   | 50,000            |
| Rosja   |              | Złota płyta | 10,000   | 10,000            |
| Polska  | 24           |             | 3,500    | 3,500             |
|         |              |             | 200,000  | 200,000           |

## Klasyfikacje
| Państwo                       | Pozycja |
| ----------------------------- | ------- |
| Belgia Wallonia) Albums Chart | 50      |
| Francja Albums Chart          | 16      |
| Meksyk Albums Chart           | 15      |
| Polska Albums Chart           | 24      |
| Szwajcaria Albums Chart       | 99      |

## Tournée Psychédélices
| Dzień            | Miasto         | Państwo | Miejsce                     |
| ---------------- | -------------- | ------- | --------------------------- |
| 18 maja 2008     | Moskwa         | Rosja   | Operatta Theatre            |
| 17 czerwca 2008  | Meksyk         | Meksyk  | Auditorio Nacional          |
| 18 czerwca 2008  | Meksyk         | Meksyk  | Auditorio Nacional          |
| 20 czerwca 2008  | Guadalajara    | Meksyk  | Auditorio Telmex            |
| 21 czerwca 2008  | Puebla         | Meksyk  | Complejo Cultural Siglo XXI |
| 22 czerwca 2008  | Querétaro      | Meksyk  | Auditorio de Querétaro      |
| 23 czerwca 2008  | León           | Meksyk  | Without Confirming          |
| 25 czerwca 2008  | Monterrey      | Meksyk  | Arena Monterrey             |
| 18 kwietnia 2009 | Aguascalientes | Meksyk  | Feria de San Marcos         |

Pierwotna wersja trasy koncertowej była dłuższa, lecz pod koniec czerwca 2008 uległa zmianie. Koncert w Paryżu zostaje odwołany, z powodu pracy nad nowym albumem.